# Рітік Рошан
Рітік Рошан (гінді ऋतिक रोशन; нар. 2 січня 1974) — індійський кіноактор. Має успішну кар'єру в Боллівуді, виграв шість Filmfare Awards. Згадується в засобах масової інформації як один з найпривабливіших чоловіків-знаменитостей в Індії. Зарекомендував себе як один з найбільш високооплачуваних і найбільш шанованих акторів Боллівуду.

## Кар'єра
Після невеликих ролей, як дитина-актора в декількох фільмах протягом 1980-х років, Рошан дебютував у кіно в головній ролі у фільмі його батька-режисера Ракеша Рошана Скажи, що любиш (2000). Його робота у фільмі принесли йому нагороду Filmfare Awards за найкращу чоловічу роль і найкращий чоловічий дебют.
Після декількох критично і комерційно невдалих фільмів, він знявся у фантастичному фільмі Ти не самотній (2003) і його продовженні Krrish (2006), обидва з яких принесли йому нагороду Filmfare за найкращу чоловічу роль.
Рошан отримав третю нагороду Filmfare Award за найкращу чоловічу роль за роль в пригодницькому фільмі Dhoom 2 (Справжні почуття) (2006), і четверту за історичний роман Jodhaa Акбар (2008).
Знімається в рекламі брендів, і також має свою власну лінію одягу.

## Фільмографія
| Рік  |   | Українська назва  | Оригінальна назва        | Роль                               |
| ---- | - | ----------------- | ------------------------ | ---------------------------------- |
| 2000 | ф | «Скажи, що любиш» | Kaho Naa... Pyaar Hai    | Рохіт / Радж Чопра                 |
| 2000 | ф |                   | Mission Kashmir          | Алтааф Хан                         |
| 2001 | ф |                   | Kabhi Khushi Kabhie Gham | Рохан Райчанд                      |
| 2002 | ф |                   | Mujhse Dosti Karoge!     | Радж Кханна                        |
| 2003 | ф |                   | Koi... Mil Gaya          | Рохіт Мехра                        |
| 2004 | ф |                   | Lakshya                  | Каран Шергіл                       |
| 2006 | ф |                   | Krris                    | Крішна Мехра / Крріш / Рохіт Мехра |
| 2006 | ф |                   | Dhoom:2                  | Ар'ян Сінгх / Містер «А»           |
| 2008 | ф |                   | Jodhaa Akbar             | Акбар I Великий                    |
| 2010 | ф |                   | Kites                    | Джай Рай                           |
| 2011 | ф |                   | Zindagi Na Milegi Dobara | Арджун                             |
| 2012 | ф |                   | Agneepath                | Віджай Дінанантх Чоухан            |
| 2013 | ф |                   | Krrish 3                 | Крішна Мехра / Крріш / Рохіт Мехра |
| 2014 | ф |                   | Bang Bang                | Раджвір/ Нанда                     |
| 2016 | ф |                   | Mohenjo Daro             | Сарман (Sarman)                    |
| 2017 | ф |                   | Kabil                    | Рохан Бхатнагар                    |
| 2019 | ф | Супер 30          | Super 30                 | Ананд Кумар                        |
| 2019 | ф |                   | War                      | майор Кабір                        |
| 2022 | ф |                   | Vikram Vedha             | Веда Бетал                         |
| 2024 | ф |                   | Fighter                  | Шамшір «Петті» Патанія             |